# شهرستان سانسوی
شهرستان سانسوی (به لاتین: Sansui County) یک شهرستان‌های جمهوری خلق چین در چین است که در کیاندونگنان واقع شده‌است.
 شهرستان سانسوی ۱٬۰۳۵٫۸ کیلومتر مربع مساحت و ۲۰۰٬۰۰۰ نفر جمعیت دارد.